# Belsay
Belsay – wieś w Anglii, w hrabstwie Northumberland. Leży 21 km na północny zachód od miasta Newcastle upon Tyne i 415 km na północ od Londynu. Miejscowość liczy 436 mieszkańców.